# Gradiște, Șumen
Gradiște (în bulgară Градище) este un sat în comuna Șumen, regiunea Șumen,  Bulgaria. 

## Demografie
Componența etnică a satului Gradiște
     Romi (16,93%)
     Turci (66,13%)
     Bulgari (14,53%)
     Nicio identificare (2,39%)
La recensământul din 2011, populația satului Gradiște era de 626 locuitori. Din punct de vedere etnic, majoritatea locuitorilor (66,13%) erau turci, existând și minorități de romi (16,93%) și bulgari (14,53%). Pentru 2,39% din locuitori nu este cunoscută apartenența etnică.